# فیلمستادن

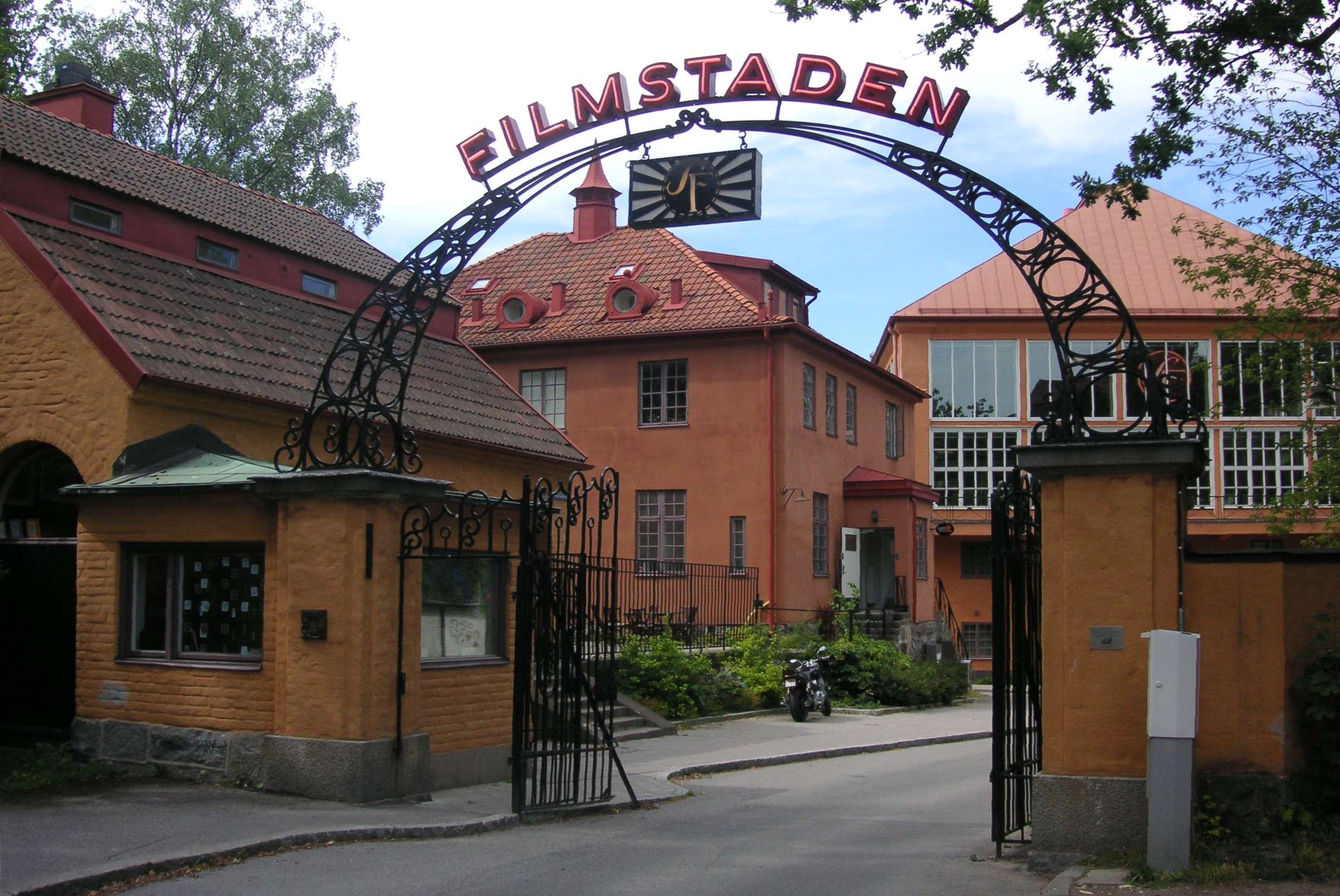
ورودی اصلی فیلمستادن (۲۰۰۸)

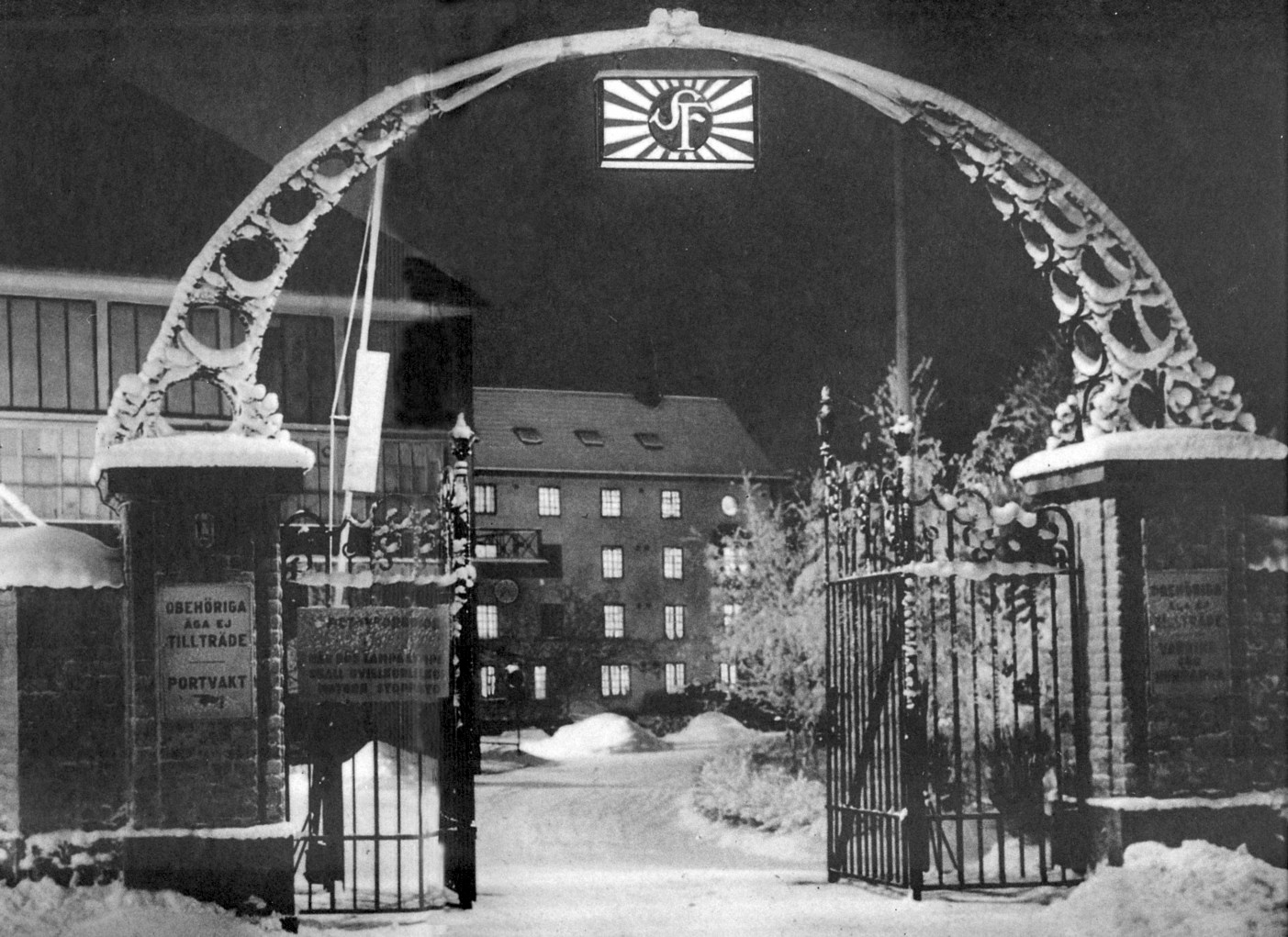
ورودی اصلی فیلمستادن (حوالی ۱۹۲۵)

فیلمستادن (سوئدی: Filmstaden) یک استودیو فیلم‌سازی واقع در محلهٔ روسوندا در ناحیهٔ شهرداری سولنا در استکهلم، سوئد بود.

## تاریخچه
فیلمستادن زمانی یکی از مدرن‌ترین استودیوهای فیلم‌سازی اروپا به‌شمار می‌رفت. این استودیو در سال‌های ۱۹۱۹ تا ۱۹۲۰ بر اساس طراحی‌های معمار سوئدی، اِبه کرونه (۱۸۸۵–۱۹۶۰) ساخته شد. مالکیت و ادارهٔ آن بر عهدهٔ استودیوهای اس‌اف، بزرگ‌ترین شرکت تولید فیلم سوئد در آن زمان بود. حدود ۴۰۰ فیلم در فیلمستادن ساخته شده‌اند. نخستین فیلمی که در فیلمستادن فیلم‌برداری شد، کالسکه شبح (۱۹۲۱) به کارگردانی ویکتور شوستروم بود. تقریباً همهٔ بازیگران و کارگردانان سوئدی قرن بیستم با فیلمستادن ارتباطی داشته‌اند. در سال ۱۹۶۹، اس‌اف فیلمستادن را ترک کرد و این استودیوها توسط تهیه‌کنندگان کوچک فیلم، تولید درام‌های تلویزیونی و تئاتر ملی ریکستئاترن مورد استفاده قرار گرفتند. یکی از آخرین فیلم‌های بزرگی که بخشی از آن در فیلمستادن فیلم‌برداری شد، مهاجران (۱۹۷۱) به کارگردانی یان تروئل بود. بیشتر ساختمان‌ها تا آغاز قرن بیست و یکم نسبتاً خوب حفظ شده بودند، تا زمانی که فیلمستادن مجبور شد جای خود را به یک پروژهٔ مسکونی بدهد. با این حال، برخی از ساختمان‌ها بازسازی شده‌اند و استودیوهای اس‌اف دفتر مرکزی خود را دوباره به یکی از ساختمان‌های پیشین استودیو منتقل کرده‌اند.